# آراز آقالاروف

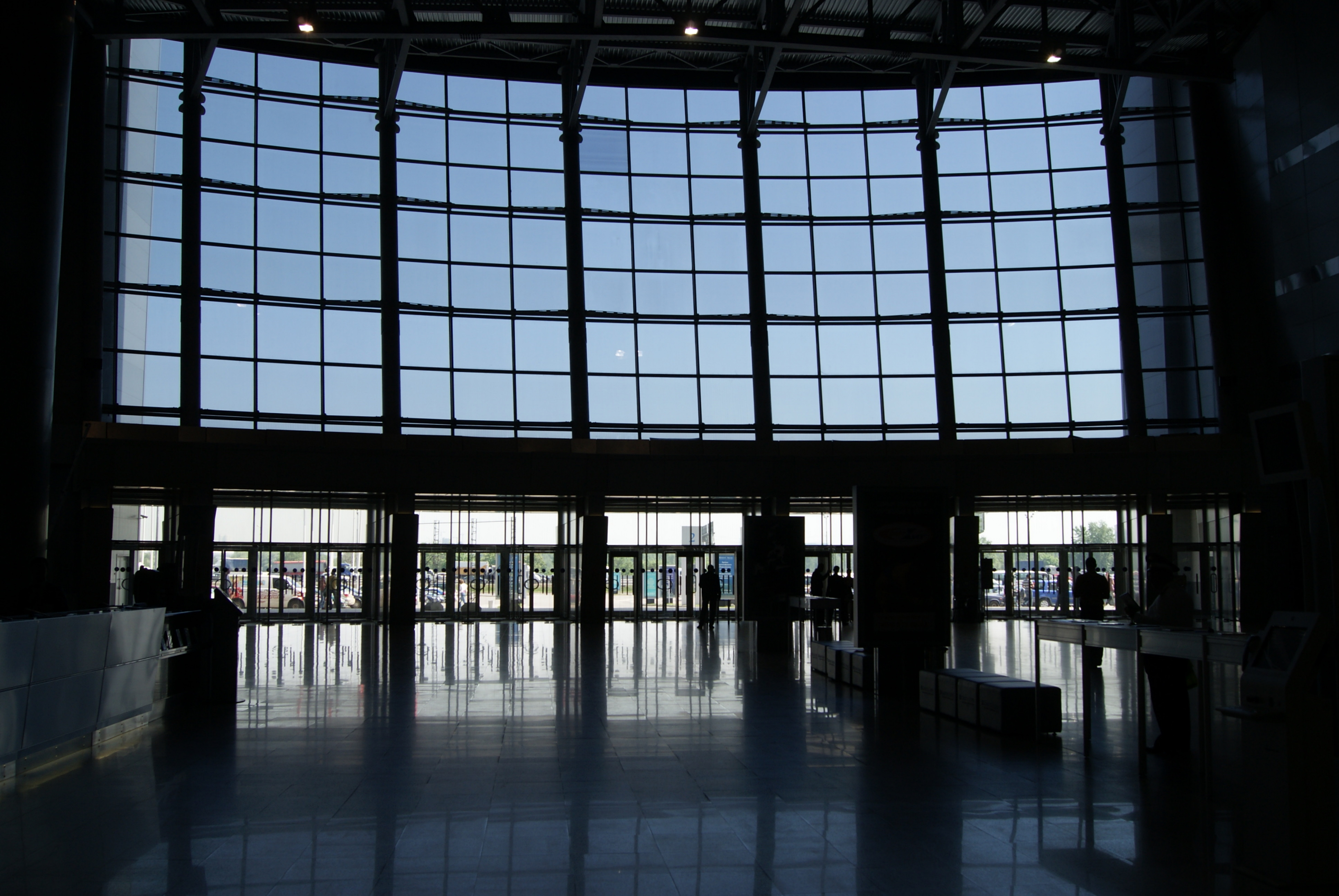
ورودی بازار زعفران آراز آقالاروف در مسکو

آراز (ارس) آقالاروف (ترکی آذربایجانی: Araz Ağalarov) (زاده ۸ نوامبر ۱۹۵۵) تاجر و کارآفرین روس/آذربایجانی و نویسنده کتاب تاملاتی در راه بازار به سال ۱۹۸۸ می‌باشد.
آراز آقالاروف پس از زاده شدن در باکو، تحصیلات خود را در دانشگاه فنی آذربایجان ادامه داد، و در سال ۱۹۸۸ به همراه خانواده اش به مسکو مهاجرت کرد. وی در روسیه به تجارت زعفران مشغول شد و در نمایشگاه‌های بین المللی فراوانی به عرضه محصول پرداخت و توانست از این راه درآمد قابل ملاحظه‌ای را کسب کند، سپس وارد داد و ستد، تجارت، توسعه و ساخت و ساز املاک شد. آقالاروف در سال ۲۰۰۲ توانست بزرگترین بازار زعفران مسکو را در ساختمانی با معماری نئوکلاسیک در دو طبقه جهت توسعه کارش تأسیس نماید. وی متأهل و صاحب دو فرزند می‌باشد که فرزند بزرگش امین آقالاروف خواننده، تاجر هست و با لیلا علیوا فرزند رئیس جمهوری آذربایجان، الهام علی اف ازدواج کرده است.
آقالاروف و دونالد ترامپ در حال مذاکره برای ساخت یک برج ترامپ در روسیه بودند که با رقابت ترامپ در انتخابات این پروژه ناکام ماند.